# Luca Paolini

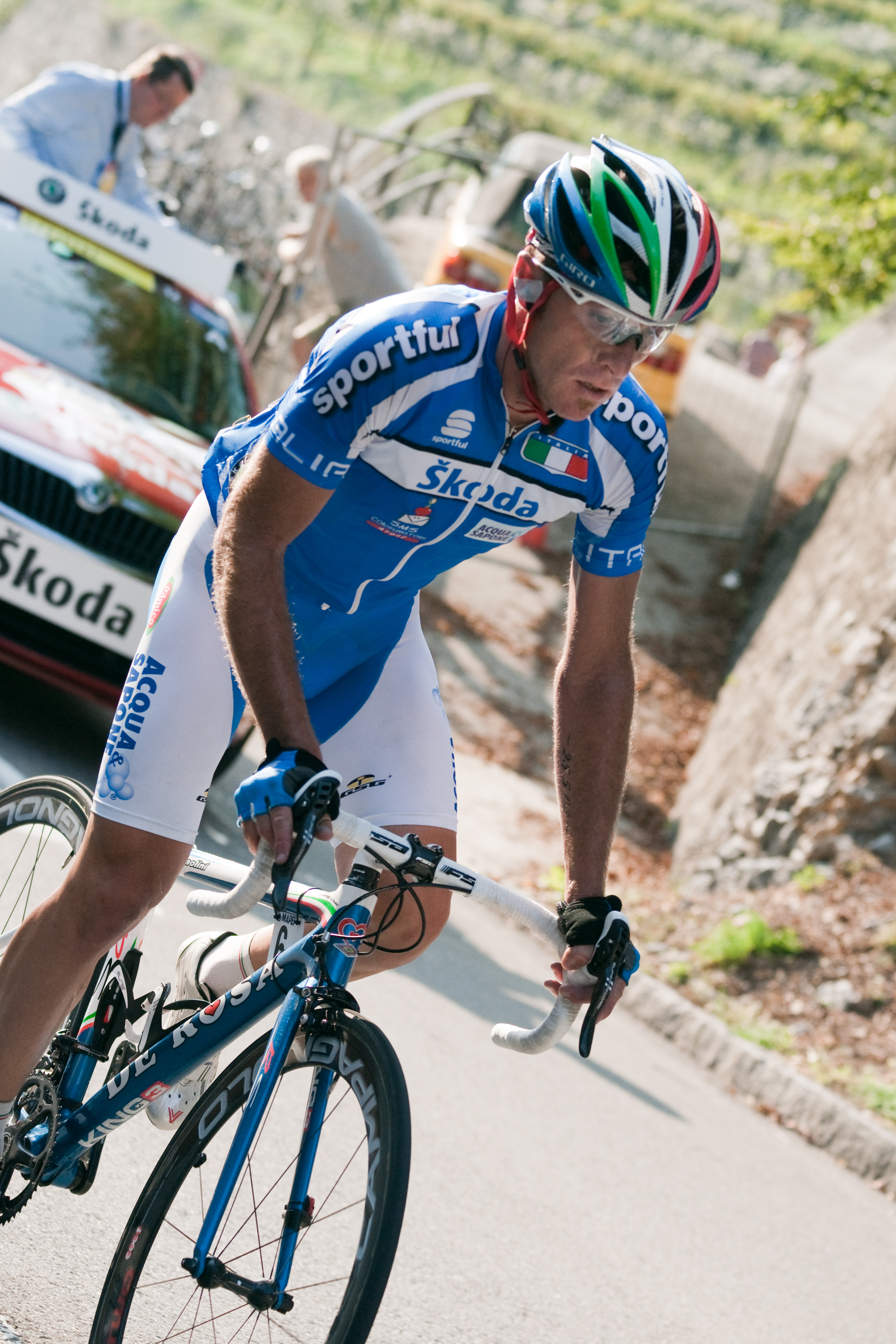
Luca Paolini under världsmästerskapens linjelopp 2009 i Mendrisio, Schweiz.

Luca Paolini, född 17 januari 1977 i Milano, är en italiensk professionell tävlingscyklist. Han tävlade för det italienska stallet Acqua & Sapone 2008–2010 efter två år i UCI ProTour-stallet Liquigas. I början av 2008 vann italienaren Trofeo Laigueglia. 

## Karriär
Luca Paolini tog silver i U23-världsmästerskapens linjelopp 1999 efter landsmannen Leonardo Giordani. Han tog också brons på världsmästerskapens linjelopp under säsongen 2004, så som professionell, framför spurtarna Óscar Freire och Erik Zabel.
Paolini blev professionell med Mapei-QuickStep 2000. Samma år vann han bergstävlingen i Danmark Rundt.
Under säsongen 2006 vann Luca Paolini den tolfte etappen av Vuelta a España.
Under säsongen 2007 vann Paolini tävlingen Driedaagse van De Panne-Koksijde och slutade trea i Flandern runt. Samma år blev han också anklagad för att vara involverad i Operazione Athena, som är ett kodnamn för en del husrannsakningar som italiensk polis genomförde under september 2006, mest hos personer med anknytning till bodybuilding.
I början av 2008 vann italienaren Trofeo Laigueglia. I augusti 2008 slutade han tvåa på etapp 3 under Rothaus Regio-Tour International efter tysken Robert Retschke, trots han att i verkligheten korsade mållinje först av alla cyklister. Anledningen var att Paolini under spurten med Robert Retschke hade bytt linje och därmed tvingat Retschke in i ett staket, vilket inte är tillåtet. Han slutade senare tvåa på etapp 5 av tävlingen efter Markus Fothen. Under säsongen slutade han också tvåa på etapp 1 under De Panne tredagars efter landsmannen Enrico Gasparotto. I september vann Luca Paolini den italienska tävlingen Coppa Placci framför Enrico Gasparotto. Senare samma månad slutade han trea på Paris-Bryssel efter Robbie McEwen och Gert Steegmans.
I april 2009 slutade han tvåa på etapp 4 av Settimana Ciclista Lombarda bakom landsmannen Alessandro Petacchi. Han vann senare den sjätte, och sista, etappen av tävlingen framför Giovanni Visconti och Miguel Angel Rubiano Chavez. Italienaren slutade på andra plats på etapp 4 av Slovenien runt. Luca Paolini tog bronsmedaljen i de italienska nationsmästerskapens linjelopp bakom Filippo Pozzato och Damiano Cunego. Han vann Coppa Bernocchi framför Danilo Hondo och Enrico Gasparotto. Luca Paolini slutade på tredje plats i Giro del Veneto 2009 bakom Filippo Pozzato och Carlo Scognamiglio. Han slutade trea på GP Industria & Commercio di Prato bakom Giovanni Visconti och Francesco Gavazzi. På Memorial Cimurri slutade italienaren på andra plats bakom Filippo Pozzato.

## Privatliv
Luca Paolini är svåger till cyklisten Marco Rusconi, som avled på sin 24:e födelsedag, den 14 november 2003 efter en fest på grund av hjärtproblem.

## Meriter
1999
2:a, U23-världsmästerskapen - landsväg
2000
Backtävlingen, Post Danmark Rundt
2001
1:a Gran Premio di Lugano
2002
1:a Giro del Piemonte
2003
1:a Gran Premio Bruno Beghelli
2004
1:a Brabantse Pijl
2005
1:a, etapp 3, Tour of Britain
1:a, etapp 6, Tour of Britain
1:a, Tour de la Région Wallonne etapp 3
2:a, HEW Cyclassics
2006
Vuelta a España
1:a, etapp 12
3:a, Milano-Sanremo
1:a Gran Premio Città di Camaiore
2007
1:a, Driedaagse van De Panne-Koksijde, etapp 1
3:a, Flandern runt
2008
1:a, Trofeo Laigueglia
1:a, Coppa Placci
2:a, etapp 1, Driedaagse van De Panne-Koksijde
2:a, etapp 3, Rothaus Regio-Tour International
3:a, Paris-Bryssel
2009
1:a, etapp 6, Settimana Ciclista Lombarda
1:a, Coppa Bernocchi
2:a, etapp 4, Settimana Ciclista Lombarda
2:a, etapp 4, Slovenien runt
2:a, Giro del Veneto
2:a, Memorial Cimurri
3:a, Nationsmästerskapen - linjelopp
3:a, GP Industria & Commercio di Prato
2013
Giro d'Italia
1:a, etapp 3
1:a Omloop Het Nieuwsblad
2015
1:a Gent-Wevelgem

## Stall
- Mapei-QuickStep 2000–2002
- QuickStep-Davitamon 2003–2005
- Team Liquigas 2006–2007
- Acqua & Sapone 2008–2010
- Team Katusha 2011–